# Métro de Bratislava
Le métro de Bratislava est un projet abandonné de métro pour la capitale de la Slovaquie, Bratislava. Le réseau devait compter deux lignes, l'une bleue et l'autre rouge. Sa construction a commencé en 1989 avant de s'interrompre définitivement peu après, avec la révolution de Velours.

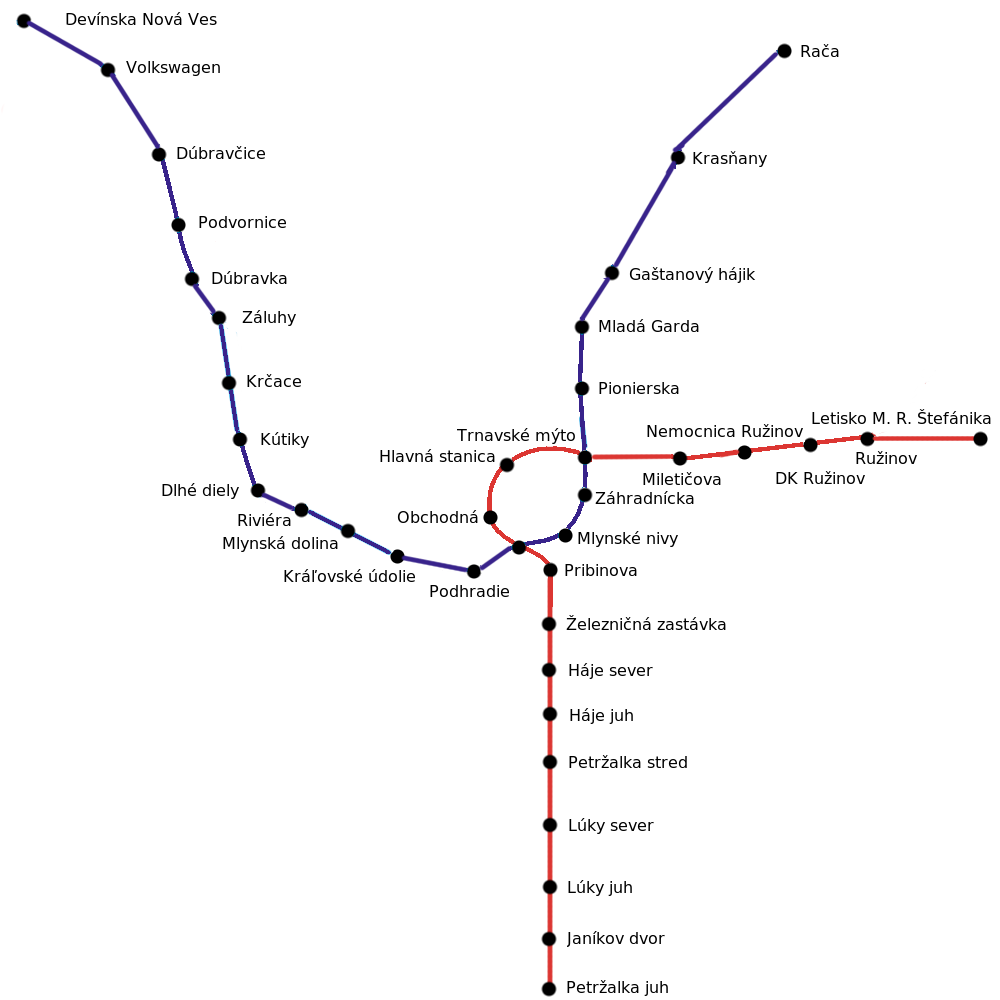
Plan du métro de Bratislava